# Co masz do stracenia?
Trwa dyskusja nad usunięciem tego artykułu, kliknij i weź w niej udział.
Co masz do stracenia? – reality show w Polsce produkowane przez Mastiff Media dla TV Puls na licencji „The Biggest Loser”. W programie bierze udział dwunastu uczestników (po sześciu w jednej drużynie), których waga przekracza 110 kg. Ideą programu jest sprawienie, aby uczestnicy schudli jak najwięcej. Osoba, która straci najwięcej kilogramów wygrywa 100 tysięcy złotych.
Format ten pojawił się w Polsce po raz pierwszy. Odcinki emitowane były w każdy czwartek o 21.30 (wcześniej o 21.00).
Program był prowadzony przez aktorkę Małgorzatę Ostrowską-Królikowską. Program nagrywany był w Hotelu Uzdrowiskowym St. George w Kudowie Zdroju, pod okiem lekarzy specjalistów z Kliniki St. George
Reality-show oglądało średnio 142 tys. osób, zapewniając stacji 1,05% udziału w rynku.

## Zasady
Głównym założeniem programu jest walka otyłych (o wadze ponad 110 kg) zawodników o 100 000 zł dzięki najwyższej procentowej utracie masy ciała. W pierwszej serii w programie brało udział 12 zawodników, którzy w tym czasie znajdują się w Hotelu Uzdrowiskowym st. George (udostępnionym wyłącznie na potrzeby programu). Hotel St. George Z centrum Kongresowym I Kliniką Zdrowia i Urody oferuje w pełni wyposażoną profesjonalna siłownię, salę fitness, kompleks basenowo-rekreacyjny i swoje otoczenie.
Zawodnicy na początku każdej serii zostają podzieleni na dwie grupy, posiadające własnego trenera. Trenerzy są odpowiedzialni za tworzenie planu ćwiczeń, ustalanie odpowiedniej diety oraz odpowiednie motywowanie uczestników. Na początku każdej serii odbywa się także ważenie, podczas którego określa się początkową wagę każdego zawodnika. Ważenie odbywa się także pod koniec każdego tygodnia. Cotygodniowe ważenie decyduje o tym, która z drużyn podczas całego tygodnia schudnie procentowo mniej. Grupa ta musi podczas głosowania wybrać swojego uczestnika, który odpadnie z rozgrywki.
Po zmniejszeniu się liczby uczestników grupy zostają połączone. Od tego czasu zawodnicy walczą już między sobą, kontynuując jednak współpracę ze swoimi trenerami. Podobnie jak przed połączeniem drużyn, każdy tydzień kończy się ważeniem, podczas którego dwie osoby, które procentowo schudły najmniej, są zagrożone odejściem z gry. O tym, kto odchodzi, ponownie decyduje głosowanie.
Każdy odcinek jest podzielony na kilka części:
1. Kuszenie zawodników. Polega to na kuszeniu osób uczestniczących w programie wysoko kalorycznymi daniami bądź deserami. Zjedzenie tego posiłku wiąże się z otrzymaniem pewnej nagrody bądź możliwości uzyskania immunitetu, oznacza to jednak złamanie diety. Dotychczasowo nagrodami były m.in. różnego typu nagrody rzeczowe, ekstremalna przygoda, możliwość wybrania jednego uczestnika jako zagrożonego lub kontakt z rodziną.
2. Konkurencja. Zawodnicy walczą o zdobycie nagrody, na początku jako drużyny, potem (po rozwiązaniu grup) indywidualnie. Nagrodą mogą być np. sprzęty sportowe, kontakt z rodziną oraz specjalne ciężarki, których waga wliczana jest podczas ważenia, które można przekazać uczestnikowi z drugiej grupy.
3. Ważenie. Wszyscy zawodnicy poddawani są ważeniu, dzięki któremu można się dowiedzieć, ile stracili kilogramów po całym tygodniu ćwiczeń. Na początku rozgrywki zrzucone kilogramy są sumowane w ramach całej drużyny; grupa, która schudła mniej, musi podczas głosowania wybrać osobę, która odpada z programu. Po rozwiązaniu grup wybierana jest dwójka zawodników z najmniejszym spadkiem wagi, która jest zagrożona odejściem z programu.
4. Głosowanie. Drużyna, która przegrała podczas ważenia, spotyka się w jadalni, gdzie zostaje wybrany jeden uczestnik, który odchodzi z ośrodka. Każdy z zawodników przynosi ze sobą tacę z imieniem zawodnika, którego wyznacza do odejścia. Każda z osób po uzasadnieniu swojej decyzji odsłania imię zawodnika. Osoba, która zdobyła więcej głosów, odpada. W przypadku remisu odpada ta osoba, która procentowo straciła mniej kilogramów. Po połączeniu grup zawodnicy głosują na jedną z dwóch osób, które przegrały podczas ważenia. Ostatnie głosowanie odbywa się tuż przed finałem; głosowanie nie odbywa się tylko podczas pierwszego tygodnia oraz zaraz po powrocie z 3-tygodniowego pobytu w domu.

## Format
Format powstał w Stanach Zjednoczonych. Oryginalny program, o tytule The Biggest Loser (ang. dosł. osoba, która straciła najwięcej, słowo „loser” oznacza jednak nieudacznika) rozpoczął nadawanie 19 października 2004 na kanale NBC. W Stanach Zjednoczonych obecnie emitowany jest szósta seria; rozpoczęto także casting do siódmej edycji programu. Pierwsze trzy serie były prowadzone przez amerykańską aktorkę Caroline Rhea; w czwartej serii zastąpiła ją Alison Sweeney, znana z opery mydlanej Dni naszego życia. W wersji amerykańskiej w serii piątej i siódmej uczestnikami były pary, a w szóstej – rodziny.
Format ten przyjął się także w innych krajach. Po Stanach Zjednoczonych programy na nim wzorowane powstały w Australii (3 serie), Wielkiej Brytanii (2 serie), Republice Południowej Afryki (1 seria), Holandii (4 serie), Brazylii (2 serie), na Węgrzech, w Indiach, Bliskim Wschodzie, Izraelu, oraz Meksyku i Niemczech.
| Państwo           | Nazwa lokalna                       | Tłumaczenie                                     | Liczba serii | Początek nadawania   |
| ----------------- | ----------------------------------- | ----------------------------------------------- | ------------ | -------------------- |
| Stany Zjednoczone | The Biggest Loser                   | Ten, kto schudł najwięcej                       | 16           | 19 października 2004 |
| Wielka Brytania   | The Biggest Loser                   | Ten, kto schudł najwięcej                       | 2            | 6 października 2005  |
| Australia         | The Biggest Loser                   | Ten, kto schudł najwięcej                       | 3            | 13 lutego 2006       |
| Południowa Afryka | The Biggest Loser                   | Ten, kto schudł najwięcej                       | 1            | 7 stycznia 2008      |
| Arabia Saudyjska  | الرابح الأكبر                       | Największy zwycięzca                            | 3            | 2006                 |
| Indie             | Biggest Loser Jeetega               | Ten, kto schudł najwięcej wygrywa               | 1            | maj 2007             |
| Niemcy            | The Biggest Loser                   | Ten, kto schudł najwięcej                       | 1            | lipiec 2008          |
| Izrael            | Laredet Begadol                     | Stracić najwięcej                               | 3            | ?                    |
| Holandia          | The Biggest Loser                   | Ten, kto schudł najwięcej                       | 4            | ?                    |
| Brazylia          | O Grande Perdedor Quem Perde, Ganha | Ten, kto schudł najwięcej Kto schudnie, wygrywa | 1            | ? 2007               |
| Meksyk            | ¿Cuánto quieres perder?             | Ile chcesz stracić?                             | 1            | 10 sierpnia 2008     |
| Węgry             | A Nagy Fogyás                       | Ten, kto schudł najwięcej                       | 1            | wrzesień 2007        |
| Polska            | Co masz do stracenia?               | –                                               | 1            | 4 września 2008      |

## Seria 1
Czas emisji: 2008-09-04 – 2008-12-04
11 odcinków, 1 finał
W pierwszej serii programu Co masz do stracenia? wzięło udział 12 uczestników, podzielonych na dwie grupy (pomarańczową i niebieską). Trenerem pomarańczowych była Renata Jabłońska, a niebieskich – Dariusz Karpiński.
| Zawodnik | Wiek | Waga początkowa | Tydzień | Tydzień | Tydzień | Tydzień | Tydzień | Tydzień | Tydzień | Tydzień | Tydzień        | Tydzień        | Tydzień | Tydzień | Tydzień | Waga końcowa | Utrata (w kg) | Utrata (w %) |
| Zawodnik | Wiek | Waga początkowa | 1       | 2       | 3       | 4       | 5       | 6       | 7       | 8       | 9              | 10             | 11      | 12      | 12      | Waga końcowa | Utrata (w kg) | Utrata (w %) |
| -------- | ---- | --------------- | ------- | ------- | ------- | ------- | ------- | ------- | ------- | ------- | -------------- | -------------- | ------- | ------- | ------- | ------------ | ------------- | ------------ |
| Jarosław | 28   | 148,3           | 140     | 135     | 132     | 129     | 127     | 122     | 117     | 114     | poza ośrodkiem | poza ośrodkiem | 108     | 100     |         | 98,0         | 50,3          | 33,92%       |
| Alicja   | 45   | 106,8           | 104     | 99      | 99      | 98      | 95      | 94      | 94      | 92      | poza ośrodkiem | poza ośrodkiem | 89      | 85      |         | 81,9         | 24,9          | 23,31%       |
| Anna     | 45   | 139,2           | 137     | 133     | 132     | 130     | 127     | 125     | 125     | 122     | poza ośrodkiem | poza ośrodkiem | 119     | 114     |         | 110,3        | 28,9          | 20,76%       |
| Iza      | 34   | 108,0           | 104     | 101     | 99      | 98      | 96      | 96      | 92      | 90      | poza ośrodkiem | poza ośrodkiem | 87      | 84      |         |              |               |              |
| Zdzisław | 27   | 134,3           | 127     | 123     | 121     | 117     | 117     | 112     | 109     | 107     |                |                |         |         |         |              |               |              |
| Ania     | 42   | 121,3           | 117     | 114     | 112     | 111     | 109     | 107     | 107     |         |                |                |         |         |         |              |               |              |
| Jakub    | 29   | 135,3           | 130     | 125     | 122     | 119     | 118     | 116     |         |         |                |                |         |         |         |              |               |              |
| Rafał    | 23   | 131,7           | 129     | 124     | 121     | 121     | 119     |         |         |         |                |                |         |         |         |              |               |              |
| Barbara  | 46   | 106,4           | 104     | 101     | 99      | 99      |         |         |         |         |                |                |         |         |         |              |               |              |
| Marta    | 19   | 109,6           | 108     | 104     | 104     |         |         |         |         |         |                |                |         |         |         |              |               |              |
| Bartosz  | 21   | 154,0           | 154     | 149     |         |         |         |         |         |         |                |                |         |         |         |              |               |              |
| Edyta    | 18   | 149,5           | 147     |         |         |         |         |         |         |         |                |                |         |         |         |              |               |              |

| grupa trenera Renaty Jabłońskiej grupa trenera Dariusza Karpińskiego | zagrożony immunitet zawodnik nie brał udziału w ważeniu | wyeliminowany przed finałem w finale |

### Pokusy
| Tydzień | Pokusa          | Nagroda                                    | Zwycięzca          | Opis | Uwagi                                                    |
| ------- | --------------- | ------------------------------------------ | ------------------ | --- | -------------------------------------------------------- |
| 1       | ptysie          | pierścionek                                | nikt               | Wśród kilkudziesięciu ptysiów został ukryty pierścionek. Uczestnik, który go odnajdzie, staje się jego posiadaczem, Warunkiem było zjedzenie całego ptysia.                              |                                                          |
| 2       | pączki          | immunitet dla wybranej osoby               | nikt               | Zadanie polegało na zjedzeniu jak największej ilości pączków. |                                                          |
| 3       | różne smakołyki | listy od rodziny                           | nikt               | Zadanie polegało na zjedzeniu jak największej ilości jedzenia. |                                                          |
| 4       | hamburgery      | 1 kg/hamburger                             | pomarańczowi (Iza) | Zadanie polegało na zjedzeniu jak największej ilości hamburgerów. Każdy oznaczał dodatkowy kilogram dla drużyny przeciwnej. Pomarańczowi do konkurencji wybrali Izę, a niebiescy Rafała. |                                                          |
| 5       | ?               | telefon do rodziny                         | Kuba               | ? |                                                          |
| 6       | ?               | zjazd na linie                             | Zdzisław           | ? |                                                          |
| 7       | kotlet          | bezpieczeństwo/wskazanie osoby do odejścia | Zdzisław           | Zawodnicy mieli na celu zjedzenie kotleta schabowego. Za jednego uzyskiwali bezpieczeństwo, a za dwa – uzyskiwali możliwość wytypowania jednej osoby.                                    | Jednego kotleta zjadł Jarosław. Zdzisław wyznaczył Anię. |
| 8       | pstrąg          | ekstremalna przygoda                       | wszyscy            | Zadanie polegało na zjedzeniu ryby uprzednio złowionej w stawie. |                                                          |
|         |                 |                                            |                    | |                                                          |
| 12      | pizza           | zabieg odchudzający                        | Iza, Alicja        | Zawodnicy mieli za zadanie zjeść jeden kawałek pizzy. |                                                          |

### Konkurencje
| Tydzień | Konkurencja        | Nagroda                                                | Zwycięzca    | Przegrany    | Opis | Uwagi |
| ------- | ------------------ | ------------------------------------------------------ | ------------ | ------------ | --- | --- |
| 1       | Skrzynki           | odważnik 1 kg                                          | niebiescy    | pomarańczowi | Zadanie polegało na przejściu każdego z zawodników przez wąską kładkę i otwarcie skrzynki znajdującej się na jej końcu. Każdy z uczestników posiadał klucz; warunkiem otwarcia skrzyni było użycie wszystkich pięciu kluczy              | |
| 2       | Wagony             | wybranie osoby, której waga nie będzie brana pod uwagę | niebiescy    | pomarańczowi | Zadanie polegało na przepchnięciu wagonów kopalnianych na swoją stronę i przewrócenie flagi znajdującej się pomiędzy obu wózkami | |
| 3       | Belki              | listy od rodziny                                       | pomarańczowi | niebiescy    | Zadanie polegało na wspólnym przeniesieniu belek przez wyznaczony tor przeszkód. | |
| 4       | Flagi              | wybranie osoby, której waga nie będzie brana pod uwagę | niebiescy    | pomarańczowi | Zadanie polegało na wniesieniu pod górę masztu na wyznaczone miejsce oraz późniejsze wciągnięcie nań flagi. | |
| 5       | Płytki             | ?                                                      | niebiescy    | pomarańczowi | Zadanie polegało na znalezieniu w rzece płytek z literami i ułożenie z nich hasła 'Co masz do stracenia?'. | Jarek (niebiescy) przykrył jedna z płytek pomarańczowych kamieniem, czym zapewnił zwycięstwo niebieskim. W ramach kary za oszukiwanie niebiescy wzięli udział w ćwiczeniach z oficerem wojskowym. |
| 6       | Łucznictwo         | immunitet                                              | Iza          | –            | Zadanie polegało na strzelaniu do tarczy. Maksymalnie za każdy strzał można było zdobyć 3 pkt. Każdy punkt upoważniał do wręczenia kokosowej kulki innej osobie. Dodatkowo osoba, która zdobyła najwięcej punktów, uzyskiwała immunitet. | Alicja odmówiła zjedzenia kulek, za co została jedną z osób zagrożonych. |
| 7       | Zadanie pamięciowe | ekstremalna przygoda                                   | Iza          | –            | Zawodnicy mieli na celu zapisać na swojej tabliczce cztery kombinacje czterech cyfr, które zostały umieszczone w różnych miejscach. | |
| 8       | Tor przeszkód      | przejazd samochodem terenowym z osobą towarzyszącą     | Zdzisław     | –            | Zadanie polegało na przejście toru przeszkód złożonego ze sznurkowego mostu zawieszonego wysoko nad ziemią. | Jarosław i Alicja wycofali się z zadania. Zdzisław jako osobę towarzyszącą wybrał Izę. |
|         |                    |                                                        |              |              | | |
| 12      | Wyścig             | „zestaw piechura”                                      | Jarosław     | –            | Zadanie polegało na napełnieniu szklanek wodą oraz przeniesienie ich na szczyt pagórka, gdzie znajdowały się słoje. | W skład „zestawu piechura” wchodził m.in. iPod. |

## Seria 2
Nagrano również drugą edycję, ale nie została wyemitowana.